# Hasenbach (Reichshof)
Hasenbach ist ein Ort von insgesamt 107 Ortschaften der Gemeinde Reichshof im Oberbergischen Kreis im nordrhein-westfälischen Regierungsbezirk Köln in Deutschland.

## Lage und Beschreibung
Die nächstgelegenen Zentren sind Gummersbach (11 km nordwestlich), Köln (61 km westlich) und Siegen (45 km südöstlich).

## Geschichte
1509 wurde der Ort das erste Mal urkundlich erwähnt. „Theil in der Haselbach.“ Seine Schreibweise änderte sich am Ende des 17. Jahrhunderts von Haselbach oder Haselbich zu Hasenbach. 1731 wohnten in Hasenbach 6 Familien.
Bis zum Ende des 20. Jahrhunderts gehörte der Ort zur Gemeinde Waldbröl.
| Bevölkerungsentwicklung | Bevölkerungsentwicklung |
| Jahr                    | Einwohner               |
| ----------------------- | ----------------------- |
| 1810                    | 26                      |
| 1964                    | 58                      |
| 1991                    | 78                      |
| 2005                    | 77                      |
| 2006                    | 78                      |
| 2008                    | 77                      |
| 2017                    | 77                      |
| 2018                    | 78                      |
| 2019                    | 79                      |